# U 449
U 449 war ein deutsches U-Boot vom Typ VII C, das im Zweiten Weltkrieg von der deutschen Kriegsmarine eingesetzt wurde.

## Bau und Indienststellung
Der Auftrag für das Boot wurde am 21. November 1940 an den Ableger der Elbinger Schichau-Werke in Danzig vergeben. Es handelte sich um den sechsten Bauauftrag, der von Seiten der Kriegsmarine an diese Werft vergeben wurde. Bis Kriegsende wurden von der Danziger Schichau-Werft insgesamt 62 Boote vom Typ VII C ausgeliefert.
Ein solches Boot hatte eine Länge von 67 m und eine Verdrängung von 865 m³ unter Wasser. Der Antrieb erfolgte durch zwei Dieselmotoren, die über Wasser eine Geschwindigkeit von 17 kn ermöglichten, das entspricht 31,5 km/h. Bei der Unterwasserfahrt trieben zwei Elektromotoren das Boot zu einer Geschwindigkeit von 7 kn an. Die Kiellegung von U 449 erfolgte am 17. Juli 1941, der Stapellauf am 13. Juni 1942, die Indienststellung unter Oberleutnant zur See Hermann Otto fand schließlich am 22. August 1942 statt.

## Einsatz
U 449 lief während seiner Dienstzeit zu lediglich einer Unternehmung aus, auf der keine Versenkung oder Beschädigung verzeichnet werden konnte. Das Boot verließ Kiel am 1. Juni. Vorgesehenes Operationsgebiet war der Nordatlantik. Zwei Wochen später wurde das Boot durch einen Luftangriff leicht beschädigt. U 449 war von einer britischen B-24, einem sogenannten „Liberator-Bomber“, gesichtet worden, der zur Luftsicherung des Geleitzuges ONS 10 gehörte. Im Verlaufe dieses Gefechts wurden Besatzungsmitglieder von U 449 verletzt und Kommandant Otto forderte medizinische Unterstützung an. Die U-Bootführung ordnete an, dass Otto seine Feindfahrt abbrechen und das Boot sich entweder mit U 592 oder U 119 treffen sollte, die beide Ärzte an Bord hatten. U 449 traf zuerst auf U 119, das gerade von einer Minenunternehmung von Kanada nach Frankreich zurückkehrte, und übernahm den dort mitreisenden Arzt. Bei der Anfahrt auf die nordfranzösischen Stützpunkte der Kriegsmarine wurden die beiden Boote in der Biskaya von einer sogenannten „Hunter-Killer-Group“ der Royal Navy aufgespürt.

### Versenkung
Am 24. Juni 1943 wurde das Boot ca. 190 Seemeilen (355 km) nordwestlich von Kap Ortegal durch Wasserbomben der britischen Sloops Wren, Woodpecker, Kite und Wild Goose unter dem Kommando von Frederic John Walker auf der Position 45° 0′ N, 11° 59′ W versenkt. Alle 49 Besatzungsmitglieder kamen dabei ums Leben, darunter auch der Arzt Ernst Baumhard, der in den nationalsozialistischen Tötungsanstalten Grafeneck und Hadamar leitende Stellungen während der Aktion T4 innegehabt hatte.
U 449 verlor vor der Versenkung keine Besatzungsmitglieder.